# Mischocyttarus itatiayaensis
Mischocyttarus itatiayaensis är en getingart som beskrevs av Zikan 1935. Mischocyttarus itatiayaensis ingår i släktet Mischocyttarus och familjen getingar. Inga underarter finns listade i Catalogue of Life.